# Pachnoda meloui
Pachnoda meloui är en skalbaggsart som beskrevs av Thierry Bourgoin 1915. Pachnoda meloui ingår i släktet Pachnoda och familjen Cetoniidae. Inga underarter finns listade i Catalogue of Life.